# Gredinger Trachtenmarkt
Der Gredinger Trachtenmarkt ist ein deutscher Jahrmarkt für Trachten und regionale Kleidungskultur. Er findet am ersten Wochenende im September auf dem Marktplatz von Greding im Altmühltal statt. Greding liegt im „Herzen von Bayern“ (direkt an der Bundesautobahn 9 von München nach Nürnberg, 36 km nördlich von Ingolstadt) und ist die süd-östlichste Gemeinde des Regierungsbezirks Mittelfranken. Im Süden grenzt die Stadt an Oberbayern und im Osten an die Oberpfalz. Veranstalter des Trachtenmarktes sind die Stadt Greding, der Bayerische Landesverein für Heimatpflege e.V. und der Bezirk Mittelfranken.

## Aussteller und Angebot
Zu der Messe kommen jährlich rund 100 Aussteller aus Deutschland und dem angrenzenden Ausland. Ihr Angebot umfasst unter anderem:
- Trachten
  - Dirndl, Lederhosen, Jacken, Janker/Trachtenjanker, Blusen, Hemd, Kotzen usw.
- Zubehör zur Herstellung von Trachten
  - Textilien/Stoffe, Leder, Knöpfe, Borten, Spitzen, Wolle, Posamente und vieles mehr.
- Accessoires
  - Hüte, Hauben, Mützen, Gürtel auch mit Federkielstickerei, Gamsbart, Schmuck, Schuhe, Stutzen und vieles mehr.
- Vorführungen und Kurse für Handwerkstechniken
  - Klöppeln (z. B. Occhi-Spitze), Sticken (z. B. Weißstickerei), Federkielsticken, Filzen, Klosterarbeiten, Blaudruck und anderer Textildruck, Flechten, Weben, Spinnen, Plissieren, Gamsbartbinden und vieles mehr.
- Beratung und Informationen
  - Trachtenberater aus den bayerischen Bezirken, Deutscher und Bayerischer Trachtenverband sowie andere Vereine und Institutionen informieren über regionale Trachten anhand von historischem Bildmaterial, bieten Schnittmuster und Handarbeitsmuster an oder stellen neue Modelle für regionale Trachten vor.
- Präsentationen von Ausstellungen, Trachtenvorführungen auf der Bühne mit Volksmusik und Volkstanz.
- Rahmenprogramm
  - Regionale Spezialitäten in den Wirtshäusern am Markt, fränkische Bratwurst und musikalische Unterhaltung am Marktplatz. „Rumlumpen“ – Musikanten ziehen am Abend durch die Wirtshäuser am Marktplatz zur Unterhaltung der Gäste.

## Geschichte
Der Gredinger Trachtenmarkt fand erstmals 1994 statt. Seit 1998 stellen Gastgruppen aus Regionen Europas die Trachten ihrer Heimat vor:
- 1998: Limousin/Frankreich
- 1999: Südtirol
- 2000: Tschechien
- 2001: Finnland
- 2002: Norddeutschland
- 2003: Region um Danzig
- 2004: Tschechien
- 2005: Slowenien
- 2006: Egerland
- 2007: Rumänien
- 2008: Elsass
- 2009: Bregenzerwald
- 2010: Mark Brandenburg
- 2011: Spanien
- 2012: Frankreich
- 2013: Fränkische Türken aus Nürnberg
- 2014: Erzgebirge
- 2015: Südtirol und Limousin
- 2016: Andalusien
- 2017: Thüringen
- 2018: Bosnien und Herzegowina
- 2019: Niedersachsen
- 2020 entfiel wegen der COVID-19-Pandemie
- 2021 entfiel wegen der COVID-19-Pandemie
- 2022 Siebenbürger Sachsen
- 2023: Südmähren[1]
- 2024: Montafon

Seit 2007 widmet sich der Markt jedes Jahr einem besonderen Schwerpunktthema:
- 2007: Hochzeit
- 2008: Volksfest
- 2009: Falten, Rüschen, Plissee
- 2010: groß geblümt und klein kariert
- 2011: haken, knöpfen, nesteln
- 2012: Alltagstracht
- 2013: Spitze
- 2014: Accessoires
- 2015: Unter den Rock geschaut
- 2016: Trachtenerneuerung
- 2017: Altes Gewand, gut aufgehoben
- 2018: Gewandreise durch die Zeiten (Kulturverband Stecak)[2]
- 2019: Tracht und Tanz
- 2020 entfiel wegen der COVID-19-Pandemie
- 2021 entfiel wegen der COVID-19-Pandemie
- 2022: Heimat im Gepäck – die Vertriebenen und ihre Trachten
- 2023: Markt der Jubiläen[1]
- 2024: Stricken mit Perlen

Der Gredinger Trachtenmarkt ist überregionale Anlaufstelle, Börse und Einkaufsmöglichkeit für alle, die sich für Trachten interessieren, die sie kennenlernen, erforschen, selber machen oder kaufen möchten. Er bietet den derzeit besten Überblick über die aktuelle Trachtenpflege sowie ihre Grundlagen und Ansätze. In Kursen und Lehrgängen können spezielle Handwerkstechniken erlernt oder vertieft werden.